# Kuchmistrzostwo
Kuchmistrzostwo lub Kucharstwo – polskie tłumaczenie czeskiej książki kucharskiej Pavla Severína z 1535, wydane w krakowskich oficynach Macieja Szarfenberga (zm. 1547), Hieronima Wietora (zm. 1546/7) i Heleny Unglerowej (zm. 1551).
Urywek dzieła pochodzący z drukarni Wietora opublikował w 1891 Zygmunt Wolski, który błędnie przypisał wydanie Florianowi Unglerowi (zm. 1536), mężowi Heleny. Dokonawszy zestawienia tekstów Władysław Ignacy Wisłocki w 1891 uznał pracę znaną z urywka Wolskiego za przekład Kuchařství z praskiej drukarni Jana Kantora, które ukazało się w połowie XVI w. i było przedrukiem pierwszej czeskiej książki kucharskiej Jana Severina z początku XVI w. wzbogaconym o fragmenty z książki kucharskiej Pavla Severína z 1535. Ostatecznie w 1926 Čeněk Zíbrt wykazał, że Kuchmistrzostwo stanowi wierne tłumaczenie tego ostatniego tekstu, tj. Kuchařství z drukarni Pavla Severína z 1535. 
Polski przekład książki kucharskiej Pavla Severína pt. Kucharstwo – Modus coquendi Polonicus jest notowany w 1547 w katalogu drukarni Macieja Szarfenberga za lata 1546–1553 (poz. 69). Fragment wydania Szarfenberga zachował się w zbiorach Biblioteki Jagiellońskiej. Wydanie Unglerowej jest jednoznacznie notowane po raz pierwszy w jej pośmiertnym inwentarzu z 1551 w nakładzie stu egzemplarzy, sugerującym niedawną datę wydruku.
Dzieło uchodziło za zaginione do drugiej dekady XXI w. Zygmunt Gloger pisał: „Książki polskie z przepisami kuchennymi zostały tak przez używanie ich wyniszczone, że dziś są prawie niemożliwe do spotkania”. Jego tekst został zidentyfikowany przez Jarosława Dumanowskiego w rękopiśmiennej książce kucharskiej Zbiór dla kuchmistrza tak potraw jako ciast robienia wypisany roku 1757 dnia 24 lipca, opracowanej dla Rozalii z Zahorowskich Pociejowej, żony strażnika wielkiego litewskiego Antoniego Pocieja. Zachowany w XVIII-wiecznej wersji tekst Kuchmistrzostwa został opublikowany w wydaniu Zbioru w 2021.

## Literatura
- Kazimierz Piekarski, Miscellanea bibliograficzne III. «Kuchmistrzostwo» Macieja Szarffenberga, „Przegląd Biblioteczny”, 4 (4), 1930, s. 515–518.
- Zygmunt Wolski (red.), Kuchmistrzostwo. Szczątki druku polskiego z początku w. XVI, Biała Radziwiłłowska: Zygmunt Wolski, 1891, OCLC 249402678.